# Microsoft Teams
Microsoft Teams là một hệ thống cung cấp chat, meetings, notes, và tệp đính kèm. Dịch vụ tích hợp với bộ Office 365 cho thuê của công ty, bao gồm bộ Microsoft Office và Skype, và các tính năng mở rộng mà có thể tích hợp với các sản phẩm không phải của Microsoft. Microsoft công bố Teams tại một buổi hội thảo ở New York, và ra mắt dịch vụ này trên toàn thế giới vào ngày 14 tháng 3 năm 2017.
Teams của Microsoft được tạo ra và hiện đang được lãnh đạo bởi Brian MacDonald, Phó giám đốc hãng Microsoft.

## Lịch sử
Vào ngày 4 tháng 3 năm 2016, Microsoft dự định mua Slack với giá 8 tỷ đô la, nhưng Bill Gates không đồng ý vụ mua bán này, nói rằng công ty nên tập trung vào việc cải tiến Skype for Business. Qi Lu, EPP của ứng dụng và dịch vụ đang điều hành để mua slack. Sau khi Lu ra đi vào cuối năm đó, Microsoft đã công bố cho công chúng Teams là một đối thủ cạnh tranh trực tiếp với Slack vào ngày 2 tháng 11 năm 2016.
Slack cho đăng một quảng cáo toàn trang trên tờ New York Times báo là đã nhận được tin về dịch vụ cạnh tranh. Mặc dù Slack được 28 công ty trong Fortune 100 sử dụng, The Verge đã viết: Các nhà quản lý sẽ đặt câu hỏi tại sao lại trả tiền cho dịch vụ nếu Teams cung cấp một chức năng tương tự trong bộ Office 365 mà công ty hiện tại đang mà không phải trả thêm chi phí. ZDNet báo cáo rằng các công ty không cạnh tranh cùng một đối tượng, vì Teams không cho phép thành viên không thuê Office 365 tham gia vào nền tảng, và các doanh nghiệp nhỏ và những người hành nghề tự do không chắc là sẽ chuyển sang thuê. Microsoft có kế hoạch bổ sung chức năng này. Đáp lại thông báo của Teams, Slack đã tích hợp sâu hơn với các sản phẩm với các dịch vụ của Google.
Vào ngày 3 tháng 5 năm 2017, Microsoft tuyên bố Microsoft Teams sẽ thay thế Microsoft Classroom trong Office 365 Education. Vào ngày 7 tháng 9 năm 2017, người dùng bắt đầu để ý tới một thông báo cho biết "Skype for Business hiện là Microsoft Teams". Điều này đã được xác nhận vào ngày 25 tháng 9 năm 2017, tại hội nghị Ignite hàng năm của Microsoft.
Vào ngày 28 tháng 2 năm 2025, Microsoft đã đưa ra thông báo chính thức với người dùng rằng để tập trung vào phiên bản miễn phí của Teams, họ sẽ dừng hoạt động Skype vào ngày 5 tháng 5 năm 2025. Người dùng được đề xuất tùy chọn xuất dữ liệu hoặc di chuyển dữ liệu của họ bao gồm các cuộc hội thoại và danh bạ từ Skype sang Microsoft Teams. 